# (170995) Ritajoewright
(170995) Ritajoewright est un astéroïde de la ceinture principale.

## Description
(170995) Ritajoewright est un astéroïde de la ceinture principale. Il fut découvert le 3 mars 2005 à Vail-Jarnac par Tom Glinos et David H. Levy. Il présente une orbite caractérisée par un demi-grand axe de 2,35 UA, une excentricité de 0,20 et une inclinaison de 5,8° par rapport à l'écliptique.

## Compléments